# Fragmentacja siedliska
Fragmentacja siedliska – proces, w wyniku którego rozmiary siedliska ulegają zmniejszeniu, a ponadto zostaje ono podzielone na dwa lub kilka fragmentów (płatów), które są rozdzielone powierzchniami użytkowanymi przez człowieka lub zajęte przez towarzyszące mu zbiorowiska gatunków synantropijnych.
Fragmentacja może mieć różny przebieg: w formie fali przechodzącej przez cały obszar lub lokalnie – w układzie liniowym (w wyniku założenia dróg, ścieżek) albo rozszerzających się płatów użytkowanego terenu.
Fragmentacja na dużą skalę może prowadzić do wymierania gatunków w wyniku zdarzeń losowych.